# Henri Dekens
Henri "Rie" Dekens (Anderlecht, 27 juni 1914 - 1976) was een gewezen Belgische voetballer en voetbalcoach. Hij begon zijn carrière als speler bij RSC Anderlecht en was later trainer bij onder meer Club Brugge, Thor Waterschei en de Rode Duivels.

## Carrière
Henri Dekens werd geboren aan de vooravond van de Eerste Wereldoorlog. Hij groeide op in de Brusselse gemeente Anderlecht en sloot zich op 10-jarige leeftijd aan bij het plaatselijke SC Anderlecht. In 1935 maakte hij zijn debuut in het eerste elftal. Dekens was een aanvaller en in die dagen een ploegmaat van onder meer Constant Vanden Stock. Na 10 jaar stapte hij over naar tweedeklasser UR Namur en vervolgens ook Uccle Sport en Ixelles SC. Zijn carrière als voetballer sloot hij af bij ARA La Gantoise.
Na zijn spelerscarrière werd Dekens trainer bij Union. In de jaren 50 belandde hij bij tweedeklasser Thor Waterschei. Hij loodste de Limburgse club in 1954 naar Eerste Klasse. In 1957 zakte hij even terug met Waterschei, maar de club promoveerde een jaar later meteen terug naar de hoogste afdeling. In 1960 mocht hij onder het toezicht van selectieheer Constant Vanden Stock ook de Rode Duivels trainen.
In 1963 plukte het in puntennood verkerende Club Brugge de Brusselaar weg bij Waterschei. Dekens werd aangesteld als de opvolger van Juan Schwanner. Dekens zorgde ervoor dat blauw-zwart in Eerste Klasse bleef. Een seizoen later werd hij aan de deur gezet wegens slechte resultaten. Nadien ging hij nog aan de slag bij RAEC Mons, RRFC Montegnée en opnieuw Waterschei.
Dekens had buiten het voetbal goede contacten met de koninklijke familie. Naar verluidt leerde hij de prinsen Alexander, Boudewijn en Albert voetballen. Dekens overleed in 1976 op 62-jarige leeftijd.